# Achaghi Veysalli
Achaghi Veysalli est un village de la région de Fizouli en Azerbaïdjan.

## Histoire
En 1993-1994, Achaghi Veysalli était sous le contrôle des forces armées arméniennes. En 2020, la région de Fizouli, y compris le village d'Achaghi Veysalli a été rétrocédée à l'Azerbaïdjan.

## Géographie
Le village d'Achaghi Veysalli de la région de Fizouli est situé dans la circonscription territoriale administrative Veysalli.

## Économie
La principale occupation de la population est l'élevage et l'agriculture.